# 我的错
《我的錯》（英語："I Did Something Bad"）是美国创作歌手泰勒絲的一首歌，由泰勒絲与這首歌的制作人马克斯·马丁和歇尔贝克共同创作這首歌。这是泰勒絲第六张录音室专辑《舉世盛名》的第三首曲目。

## 詞曲
《我的錯》一曲是由泰勒絲、馬克斯·馬丁和歇爾貝克共同創作，馬丁和歇爾貝克同時擔任歌曲的中後期製作。 《我的錯》的時長為三分五十八秒，節奏為86每分鐘節拍。並以G小調製作。泰勒絲在這首歌中的音域為G♯3到D5。

### 音樂
《我的錯》的製作過程中採用了相對沉重的重電樂及陷阱樂元素，其中重电音多一些。在音樂創作的過程中，泰勒絲在iHeartRadio中表示歌曲的早期創作是在鋼琴上開始的，而靈感則是源自於夢境的一個旋律。後期歌曲的共同創作人馬丁表示沒有樂器能夠發出泰勒絲夢出的聲樂效果，但有另一個可行的方法就是他們可以先把泰勒的聲音錄下來再用軟件調低調沉，以這段修改及增效後的錄音，營造出副歌後的黑暗氣氛。

### 歌詞
在《娛樂週刊》的訪談中，泰勒絲透露歌詞的靈感來源於電視影集《權力遊戲》系列第七季的最後一集，以及系列中的四位主要女角色：Sansa Stark，Arya Stark，Daenerys Targaryen和Cersei Lannister。在歌詞中，裏面寫出了泰勒絲在無論世人和八卦媒體的抨擊和指控中，對自己和自己的行為舉止感到了相當的滿意和滿足。而傳聞中，歌詞被指出是針對泰勒絲的前男友凱文·哈里斯，亦有指出是寫給她的仇人肯伊·威斯特與金·卡戴珊。特別例外指出的是《我的錯》也是泰勒絲的第一首包含咒罵詞的歌曲，在第一段的主詞中，使用了「屎 (shit)」這個詞，惟歌曲在各發行平台中均沒有被標上敏感標籤，而第二首包含侮辱詞的歌曲則是於2019年發行的專輯《情人》中的《男人》，同樣沒有被標上敏感標籤。

## 專業評價
《我的錯》隨着專輯發佈後獲得了音乐评论家的積極追捧。滾石雜誌的羅伯·謝菲爾德評論截至當時的泰勒絲已發行歌曲中，《我的錯》是應該排行於第33位。

## 現場表演
《我的錯》的首次公開表演是在2018年5月8日，位於美國亞利桑那州格蘭岱爾的鳳凰城大學體育場，這首歌也是舉世盛名體育場巡迴演唱會的固定演出曲目之一。在2018年10月9日，泰勒絲在2018年全美音樂獎中，以演唱此曲作為開場表演。告示牌在評論中指出，《我的錯》的精彩演出應列為當晚所有演出嘉賓中第二名。

## 製作人員
歌曲的製作人員名單源自專輯舉世盛名製作頁面內
- Taylor Swift – 主要聲樂、和聲、詞曲作家
- Max Martin – 製作人、詞曲作家
- Shellback – 製作人、詞曲作家
- Michael Ilbert – 音樂工程
- Sam Holland – 音樂工程
- Cory Bice – 音樂工程
- Serban Ghenea – 混合音樂
- John Hanes – 混合音樂工程
- Randy Merrill – 主改編

## 榜單
| 榜單 (2018)                                         | 最高排位 排位 |
| --------------------------------------------------- | ------------- |
| New Zealand Heatseeker Singles (Recorded Music NZ)  | 5             |
| 告示牌榜外單曲榜 (Billboard Bubbling Under Hot 100) | 14            |